# هاريس هال
هاريس هال (بالإنجليزية: Harris Hull)‏ هو ضابط أمريكي، ولد في 23 مايو 1909 في وليامزبيرغ في الولايات المتحدة، وتوفي في 29 يناير 1993.